# Trigana Air Services
A Trigana Air Services é uma companhia aérea indonésia, sediada em Jacarta. Sua frota é composta por ATR-42, ATR-72 e Boeing 737.